# Бригадир (Великобритания)
Бригади́р (англ. Brigadier) — воинское звание в Британской Армии и Королевской морской пехоте. Соответствует званию «Коммодор авиации» в Королевских ВВС и званию «Коммодор» в Королевском ВМФ. Является «однозвёздным» званием (по применяемой в НАТО кодировке — OF-6).

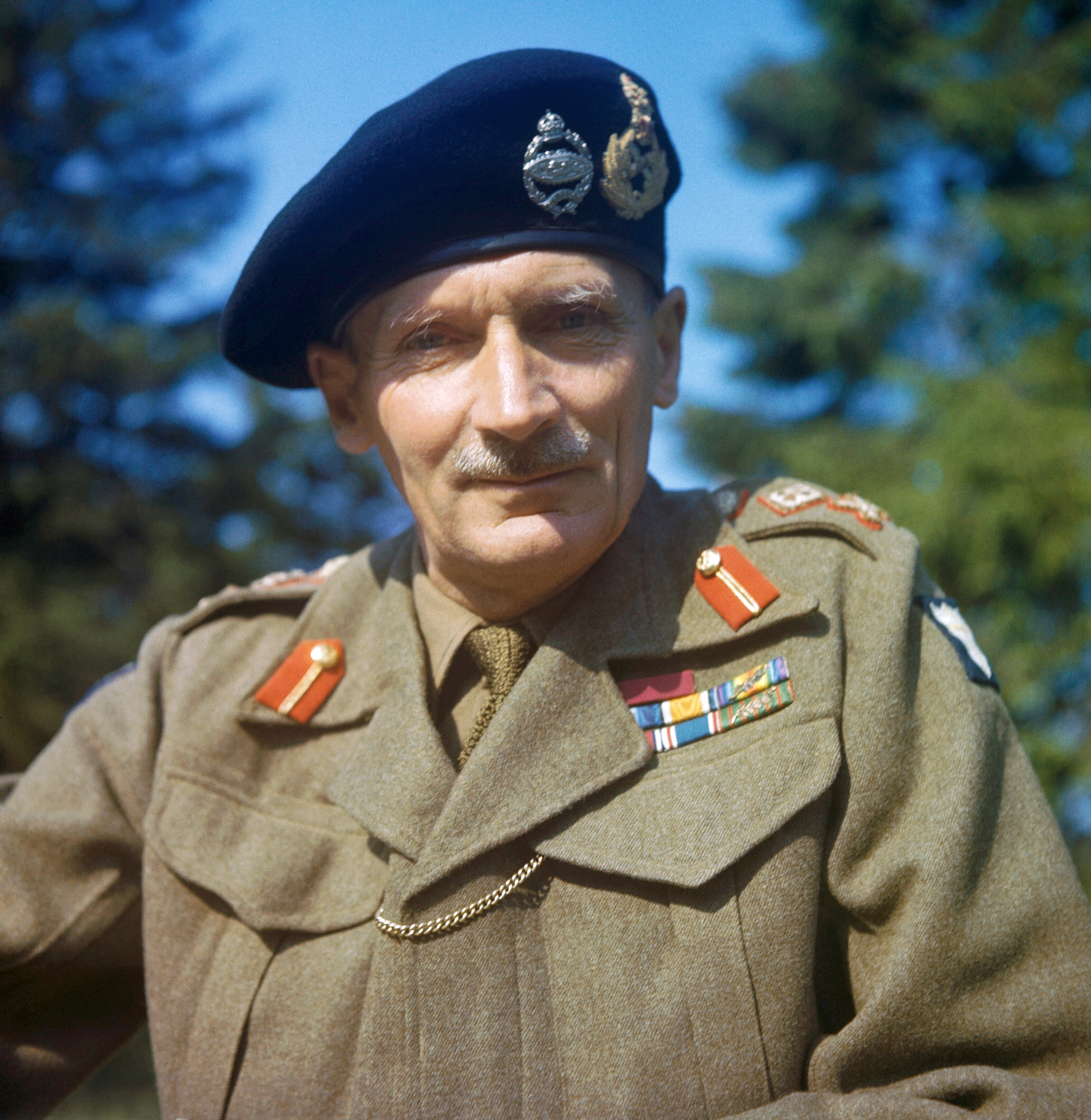
Бернард Монтгомери — один из носителей данного звания (13 августа 1937)

Следует за званием «Полковник» и предшествует званию «Генерал-майор».

## История

Погон бригадного генерала в 1920—1922 годах

Впервые звание бригадира возникло как бригадный генерал в XVII веке, во время правления Якова II Стюарта. Но в Королевской морской пехоте данное звание отсутствовало до 1913 года. Звание бригадного генерала было постоянным или должностным в Британской Армии и Королевской морской пехоте, а также недолго в Королевских военно-воздушных силах. В 1740-х годах звание было отменено на постоянной основе, и после этого бригадный генерал был только временным званием, присваиваемым полковнику или подполковнику (или полковник-коменданту Королевской морской пехоты) на время наличия определённых полномочий (аналогично коммодору).
Это звание было окончательно отменено как в армии, так и в морской пехоте в 1921 году, будучи заменённым в армии званиям полковник-коменданта (которое уже существовало как звание в морской пехоте) и штаб-полковника. Эти назначения, хотя и отражали современную роль бригадного генерала в Британской Армии в качестве старшего полковника, а не младшего генерала, не были хорошо восприняты и оба были заменены восстановленным званием бригадного генерала как в армии, так и в морской пехоте (хотя и не заменили основное звание полковника-коменданта в последней) в 1928 году. В Королевских военно-воздушных силах с 1 апреля 1918 года по 31 июля 1919 года использовалось звание бригадного генерала. На следующий день оно было заменено званием коммодора авиации.
Знак различия звания бригадного генерала представлял собой погон, на который были наложены скрещенные жезл и кинжал; знаки различия для более старших генеральских званий состоят из этого элемента с добавлением звезды ордена Бани (генерал-майор), короны святого Эдуарда (генерал-лейтенант) или обоих («полный» генерал).
Звание «бригадир» первоначально было должностным званием, присваиваемым полковникам (поскольку коммодор был званием, присваиваемым флотским капитанам), а не постоянным званием. Однако с 1 ноября 1947 года данное звание стало постоянным в Британской Армии. Королевская морская пехота, однако, сохранила его в качестве действующего звания до 1997 года, когда и коммодор, и бригадир стали постоянными званиями.

## Галерея

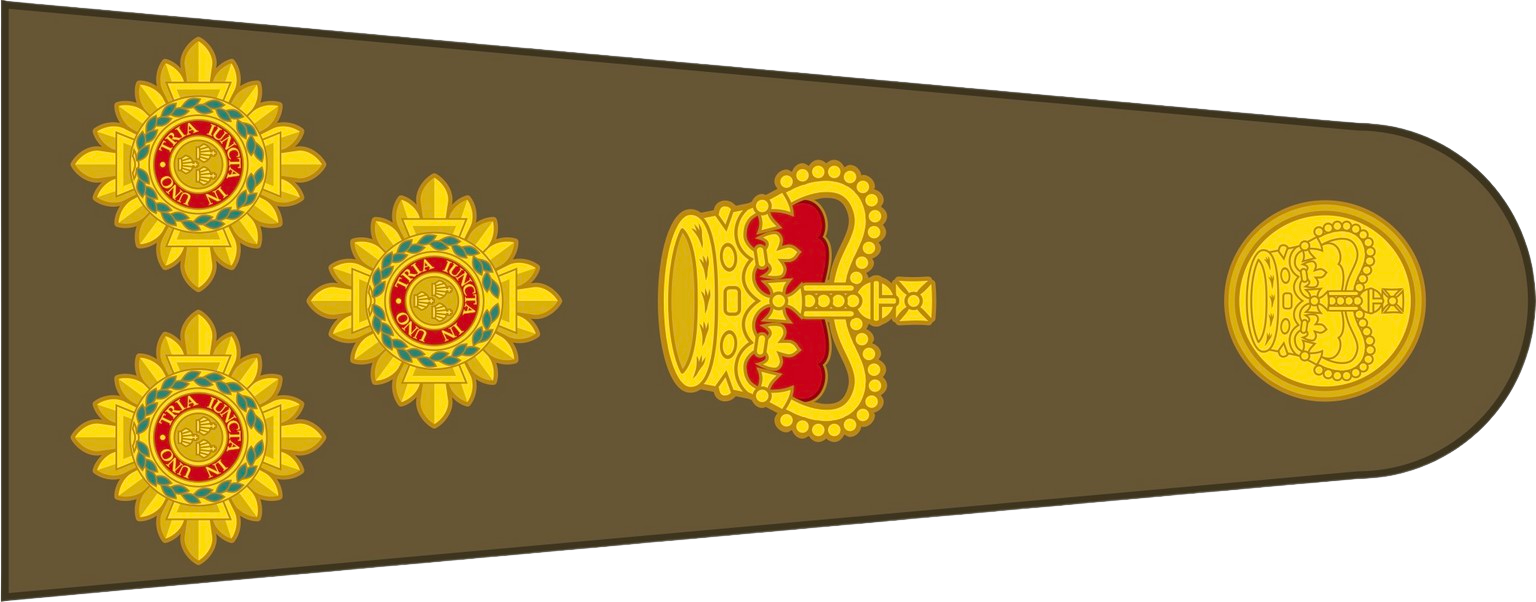
Второй вариант погона бригадира
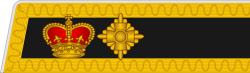
Погон бригадного генерала в 1856—1864 годах
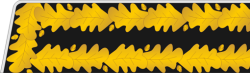
Погон бригадного генерала в 1864—1880 годах